# Czarnogóra w Konkursie Piosenki Eurowizji
Czarnogóra uczestniczy w Konkursie Piosenki Eurowizji od 2007. Konkursem w kraju zajmuje się krajowy nadawca publiczny Radiotelevizija Crne Gore (RTCG).
Czarnogóra w latach 1961–1992 występowała w konkursie jako część Jugosławii, a od 2004 do 2006 jako Serbia i Czarnogóra.
Najlepszym wynikiem reprezentanta Czarnogóry w konkursie jest 13. miejsce zajęte przez Kneza i utwór „Adio” w finale 60. Konkursu Piosenki Eurowizji w 2015.
Czarnogóra wycofała się z udziału w konkursie w 2011 i 2021 oraz w latach 2023–2024. Krajowy nadawca poinformował o powrocie do konkursu w 2025.

## Historia Czarnogóry w Konkursie Piosenki Eurowizji

### Lata 2007–2009

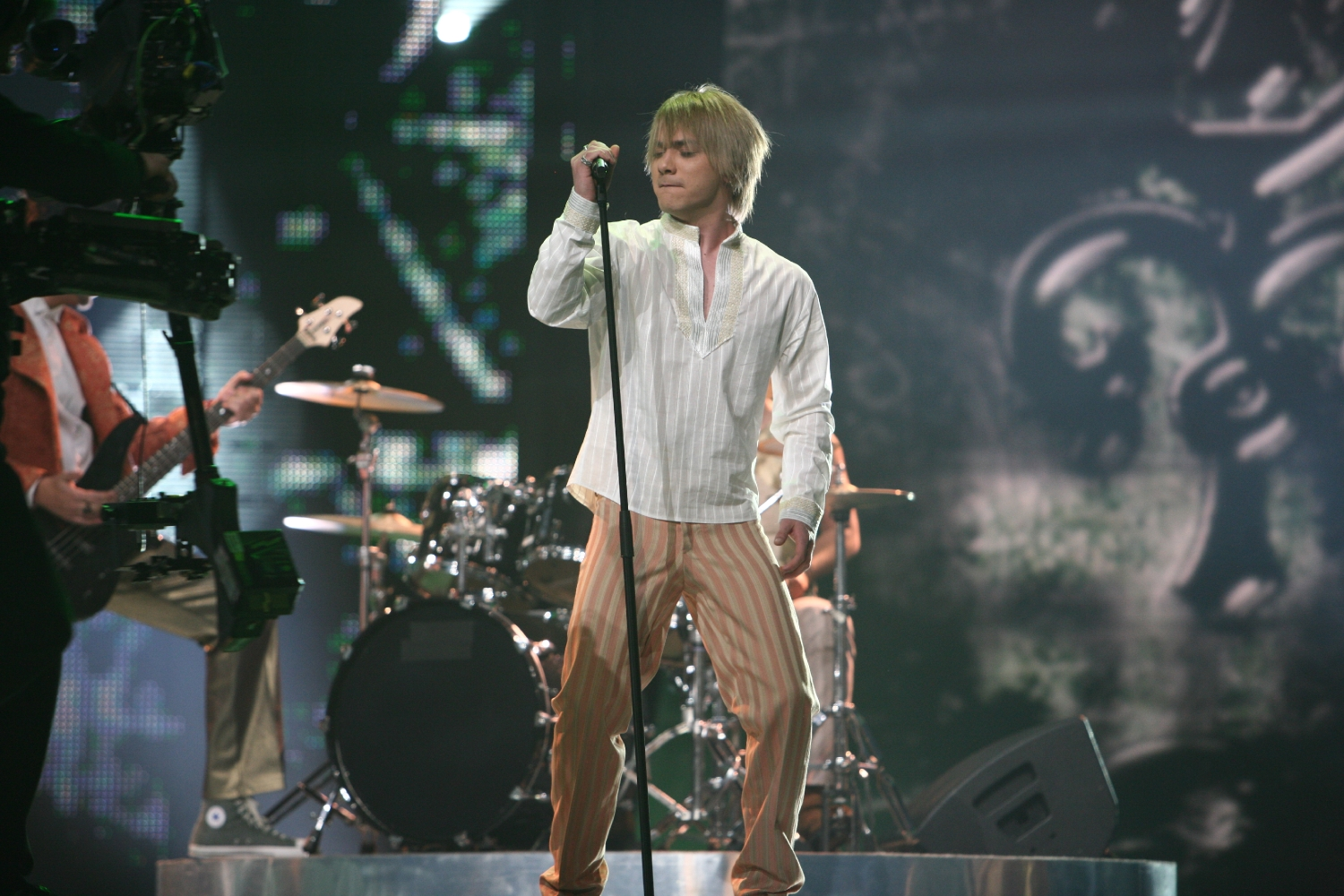
Stevan Faddy w 52. Konkursie Piosenki Eurowizji (2007)

Na początku lutego 2007 krajowy nadawca publiczny Radiotelevizija Crne Gore (RCTG) podał nazwiska dziesięciu uczestników oraz tytuły utworów, które zakwalifikowały się do finału czarnogórskich selekcji MontenegroSong 2007. Pod koniec lutego odbył się finał eliminacji, które wygrał Stevan Faddy z pop-rockową piosenką „Hajde kroči”, zostając tym samym reprezentantem kraju podczas 52. Konkursu Piosenki Eurowizji. Tekst do utworu napisał Milan-Minjo Perić, a muzykę skomponował Slaven Knezović. 10 maja wokalista wystąpił podczas koncertu półfinałowego konkursu z siódmym numerem startowym i zdobył w nim łącznie 33 punkty, zajmując 22. miejsce, nie kwalifikując się do finału widowiska.

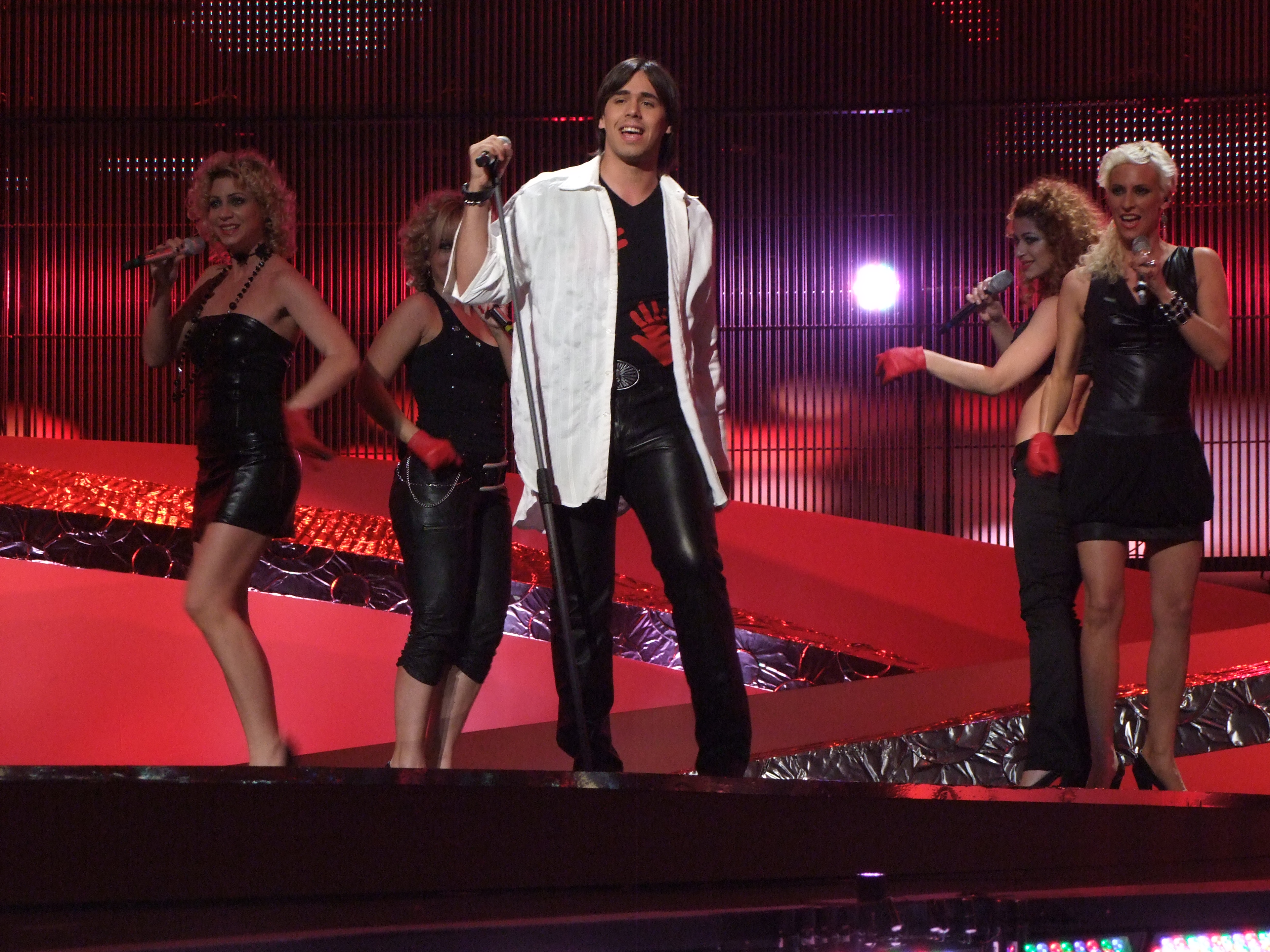
Stefan Filipović podczas 53. Konkursu Piosenki Eurowizji (2008)

19 listopada 2007 RTCG potwierdził udział Czarnogóry w 53. Konkursie Piosenki Eurowizji, a 21 stycznia 2008 podał nazwiska sześciu finalistów selekcji MontenegroSong 2008. 27 stycznia uczestnicy wykonali największe światowe przeboje, a widzowie zdecydowali, że reprezentantem Czarnogóry został Stefan Filipović. 8 marca w programie Muzika zaprezentowano konkursowy utwór Filipovicia, a cztery dni wcześniej podano wstępny tytuł kompozycji – „Ne daj mi da poludim”, który później zmieniono na „Zauvijek volim te”. Utwór skomponował Grigor Koprov, a słowa napisał Ognen Nedelkovski. Filipović wystąpił 20 maja w pierwszym koncercie półfinałowym z pierwszym numerem startowym i zdobył łącznie 23 punkty, kończąc udział na 14. miejscu.
Czarnogórskiego delegata na 54. Konkurs Piosenki Eurowizji wybrano wewnętrznie. 23 stycznia 2009 jurorzy zdecydowali, że reprezentantką została Andrea Demirović z utworem „Just Get Out of My Life”, który napisali Ralph Siegel, Bernd Meinunger i Jose Juan Santana Rodriguez. Jest to pierwszy utwór reprezentujący Czarnogórę, który został wykonany w innym języku, niż czarnogórski (w języku angielskim). W ramach promocji Demirović wzięła udział w koncercie Eurovision in Concert 2009, który odbył się w Holandii, w Amsterdamie. W pierwszym półfinale, który odbył się 12 maja, piosenkarka wystąpiła z pierwszym numerem startowym. Zdobyła 44 punkty, co przełożyło się na 11. miejsce, które nie zapewniło Czarnogórze udziału w finale (do awansu zabrakło jednego punktu).

### Lata 2010–2019
W listopadzie 2009 Czarnogóra zrezygnowała z udziału w Konkursie Piosenki Eurowizji 2010 z powodów problemów finansowych, z którymi borykał się krajowy nadawca. Nadawca RTCG transmitował jednak oba półfinały i finał konkursu. W październiku kolejnego roku podczas programu Dobro Jutro Crna Goro poinformowano, że Czarnogóra nie wystąpi w 56. Konkursie Piosenki Eurowizji.
W listopadzie 2011 telewizja RTCG ogłosiła, że Czarnogóra weźmie udział w 57. Konkursie Piosenki Eurowizji i będzie uczestniczyć już w każdym konkursie. 12 grudnia stacja ogłosiła, że na reprezentanta kraju wybrała Rambo Amadeusa. Wykonawca wyjaśnił, że jedzie na konkurs, by promować Czarnogórę jako kraj atrakcyjny turystycznie, co jest nawet trudniejsze, niż stworzenie utworu. 29 stycznia 2012 ujawniony został tytuł konkursowego utworu Czarnogóry – „Euro neuro”. Amadeus jeszcze przed premierą piosenki stwierdził: Jestem światowym mega carem, bardziej jestem potrzebny Eurowizji, niż ona mnie. Potrzeba jej odświeżenia i zmian. (...) Uważam Eurowizję za manifestację kiczu. Mimo to, wciąż jest to najchętniej oglądany program w Europie. (...) Występuję w pierwszym półfinale, niestety, jako jedyny z eks-Ju, więc żaden z tych krajów nie ma prawa głosować na mnie, więc mój rezultat zależy tylko od innych państw. Przepadł więc mój piekielny plan, by oprzeć się tylko na dwunastkach z regionu. W pierwszym półfinale Eurowizji wystąpił z pierwszym numerem startowym i zajął w nim 15. miejsce, nie awansując do finału.

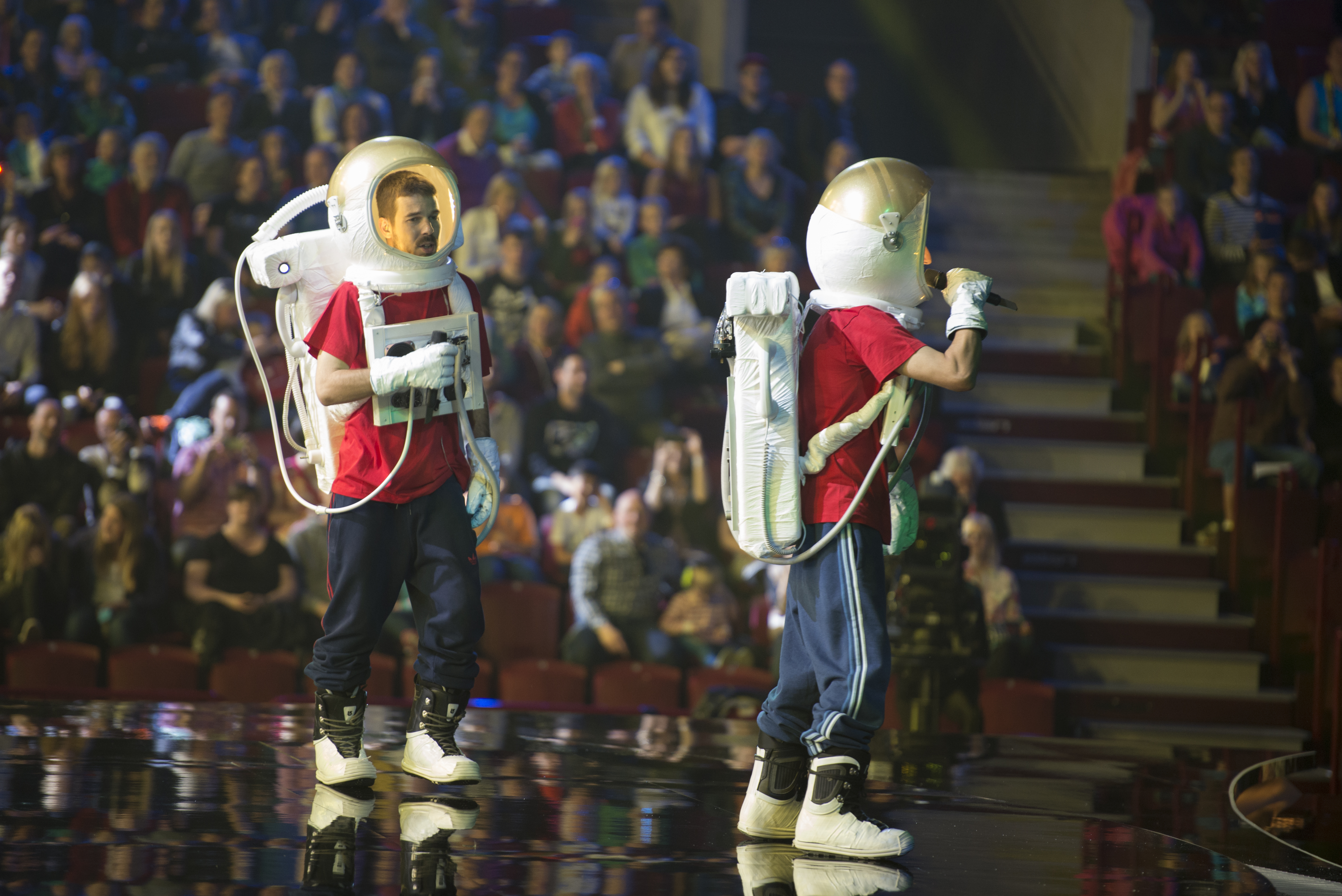
Who See podczas 58. Konkursu Piosenki Eurowizji (2013)

20 grudnia 2012 w wieczornym wydaniu serwisu informacyjnego Dnevnik ogłoszono, że reprezentantem Czarnogóry podczas 58. Konkursu Piosenki Eurowizji będzie hip-hopowy zespół Who See. Swój konkursowy utwór „Igranka” nagrali z Niną Žižić, z którą wystąpili w pierwszym półfinale Eurowizji, ale nie awansowali do finału.

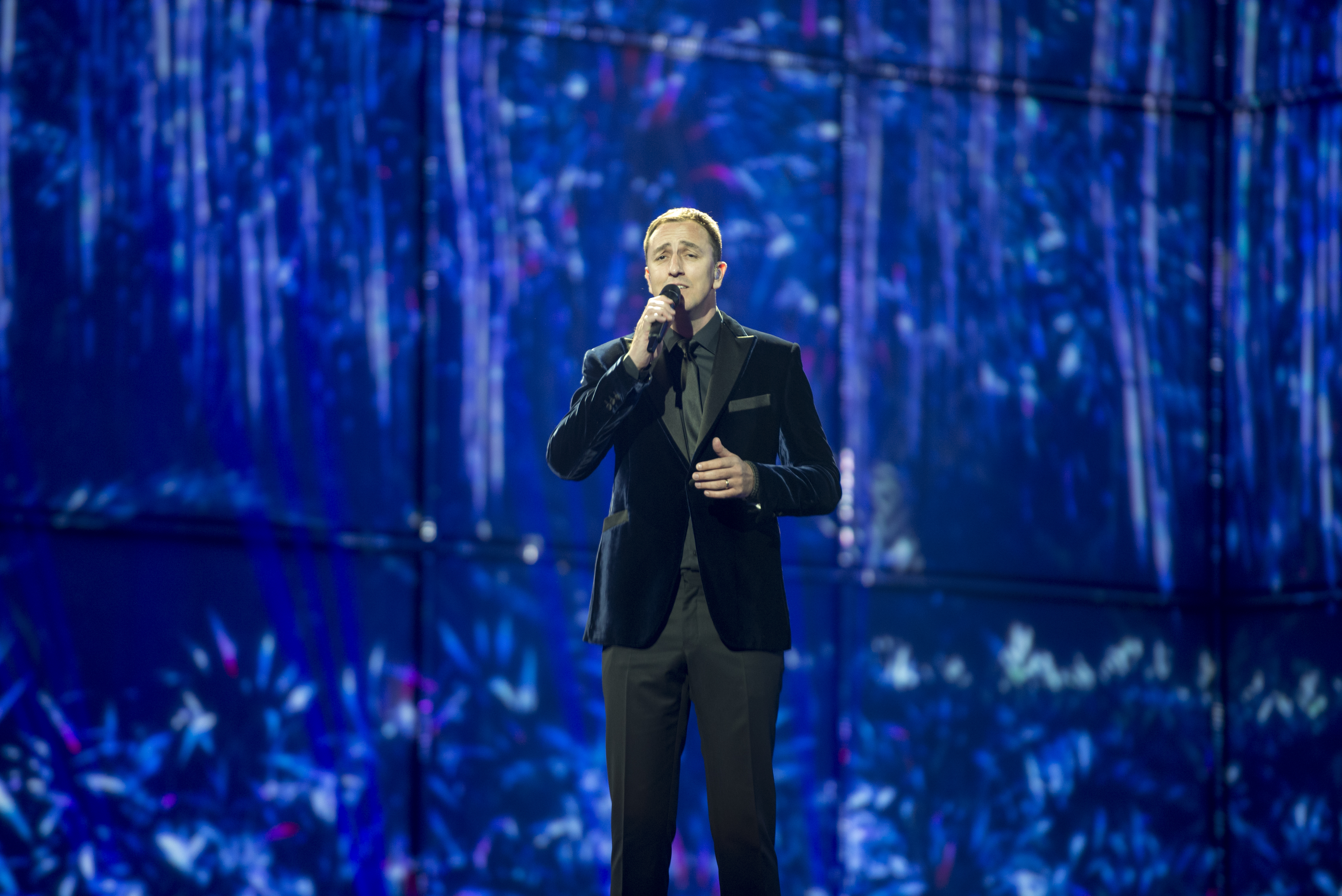
Sergej Ćetković podczas 59. Konkursu Piosenki Eurowizji (2014)

Pod koniec września 2013 czarnogórski nadawca potwierdził udział w 59. Konkursie Piosenki Eurowizji. Reprezentantem kraju został Sergej Ćetković z utworem „Moj svijet”, z którym 6 maja awansował z półfinału Eurowizji, zostając tym samym pierwszym w historii reprezentantem kraju, który tego dokonał. 10 maja zajął 19. miejsce w finale Eurowizji, zdobywając 37 punktów, w tym maksymalne noty 12 punktów od Armenii i Macedonii.

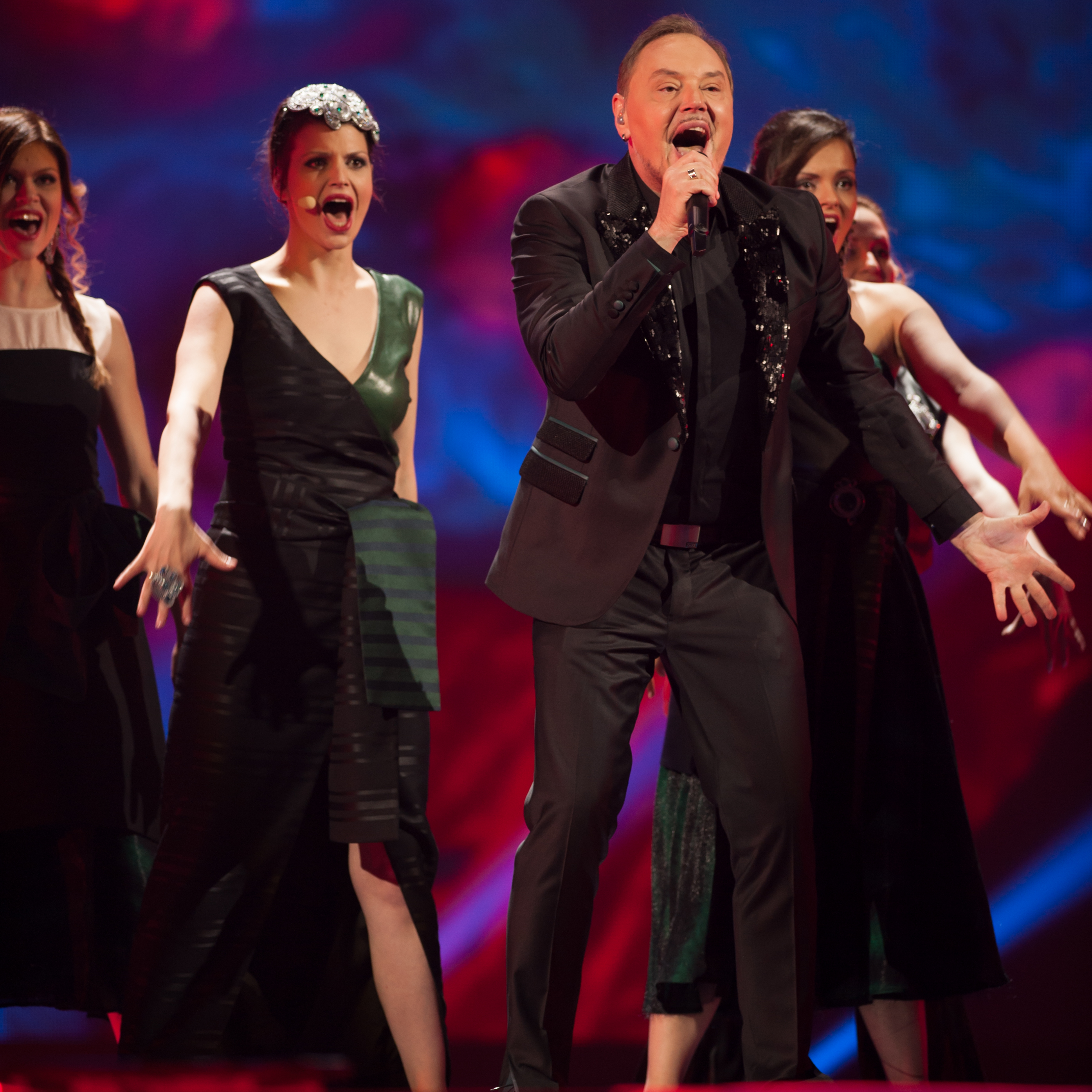
Knez podczas 60. Konkursu Piosenki Eurowizji (2015)

Pod koniec października 2014 krajowy nadawca ogłosił, że reprezentantem Czarnogóry podczas 60. Konkursu Piosenki Eurowizji będzie Nenad „Knez” Knežević. 21 marca premierę miał jego konkursowy numer – „Adio”, którego współautorem jest Željko Joksimović. 21 maja Knezević wystąpił w drugim półfinale konkursu i z dziewiątego miejsca awansował do finału, w którym zajął 13. miejsce z 44 punktami na koncie. Podczas obu występów towarzyszyły mu chórzystki: Ksenija Knezevic, Dunja Vujadinović, Lena Kuzmanovic, Ivana Vladovic, Jelena Pajic.

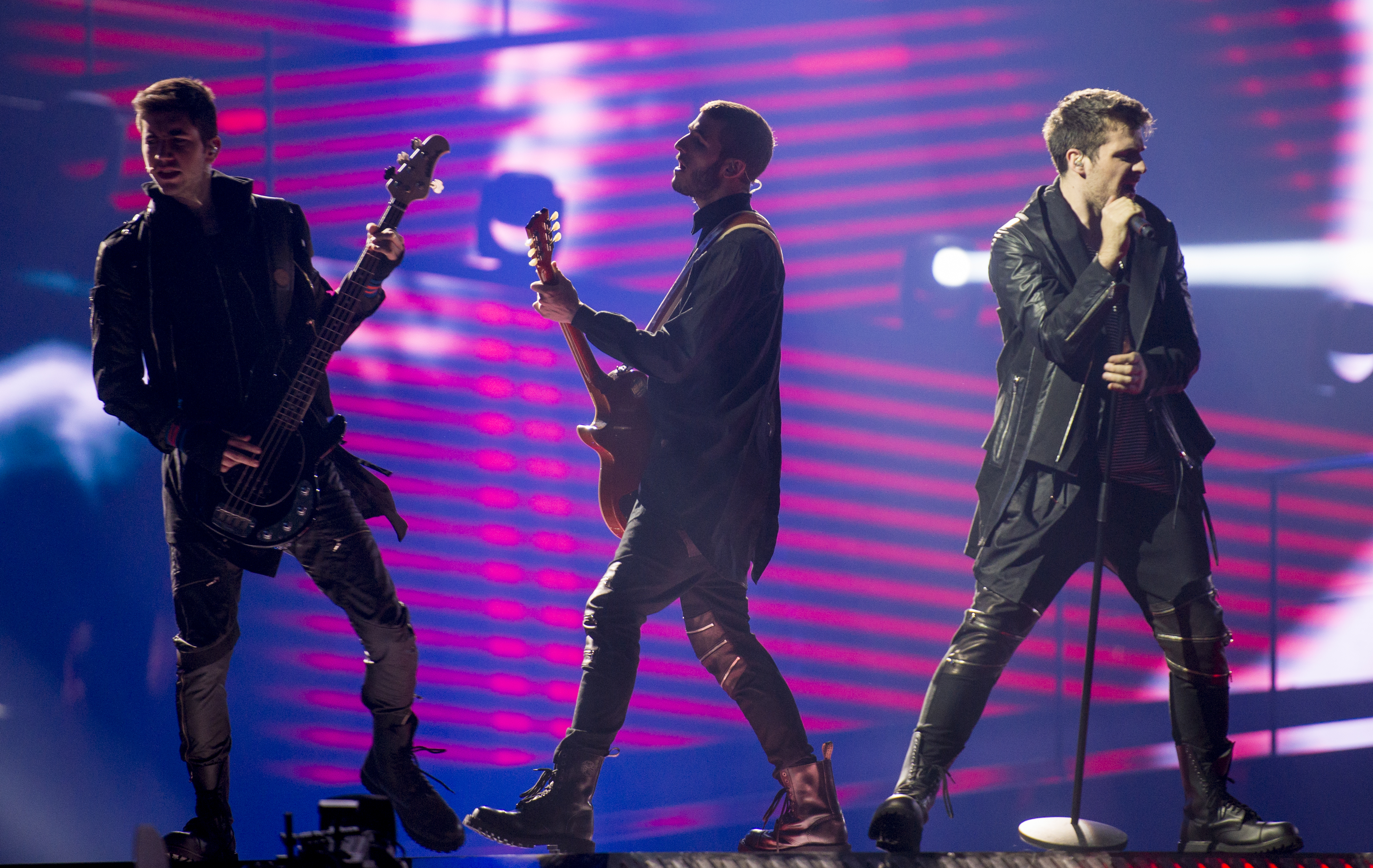
Highway podczas 61. Konkursie Piosenki Eurowizji (2016)

1 października 2015 krajowy nadawca potwierdził udział w 61. Konkursie Piosenki Eurowizji, a dzień później ogłosił, że reprezentantem kraju będzie zespół Highway. 4 marca premierę miała konkursowa propozycja grupy – „The Real Thing”, z którą 10 maja reprezentanci zajęli 13. miejsce w pierwszym półfinale Eurowizji, przez co nie przeszli do finału.

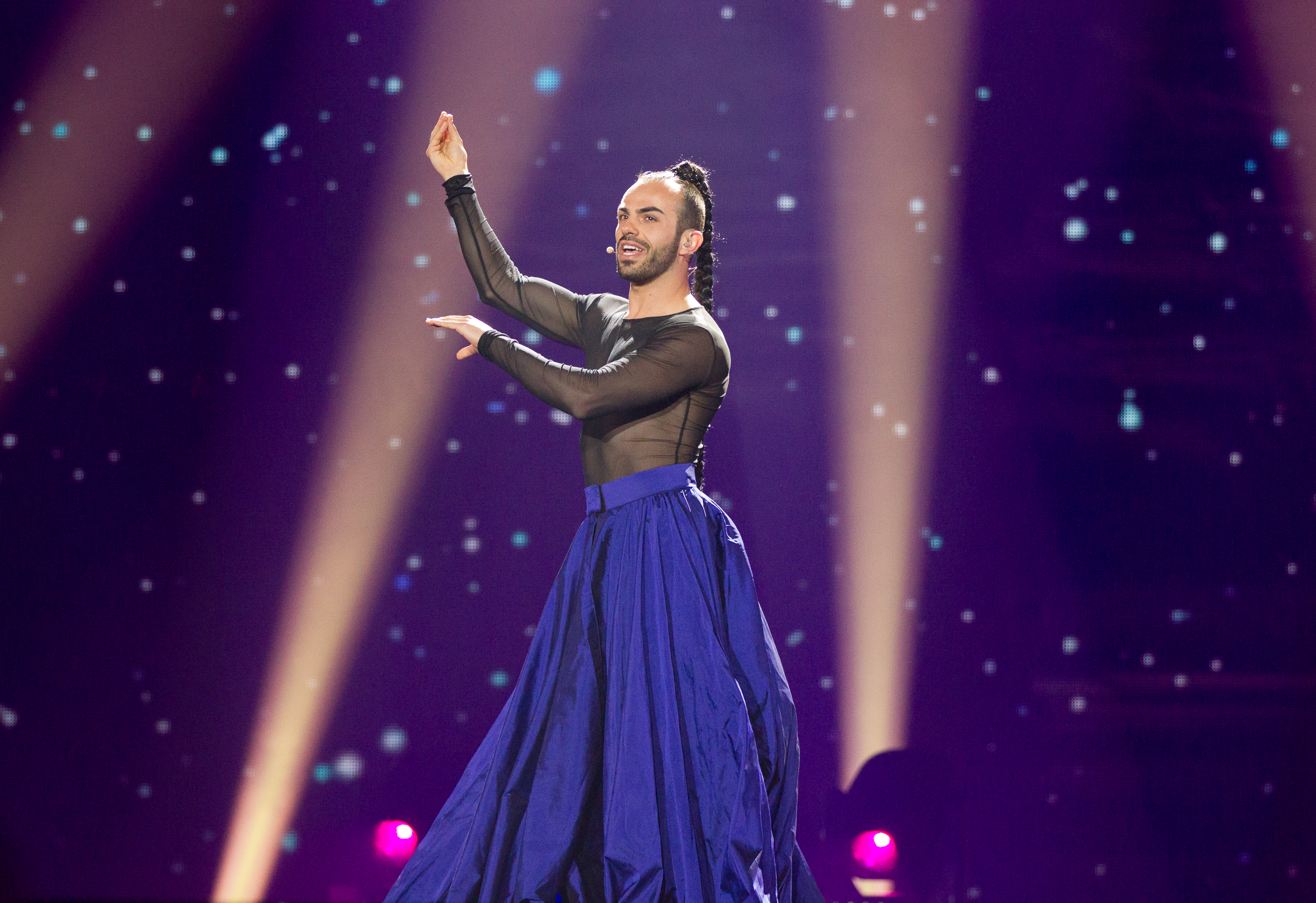
Slavko Kalezić podczas 62. Konkursu Piosenki Eurowizji (2017)

W 2017 krajowy nadawca potwierdził chęć udziału w 62. Konkursie Piosenki Eurowizji, a 29 grudnia ogłosił, że reprezentować go będzie Slavko Kalezić. 10 marca 2017 premierę miała konkursowa piosenka – „Space”, z którą Kalezić 9 maja zajął 16. miejsce w pierwszym półfinale Eurowizji, nie kwalifikując się do finału.

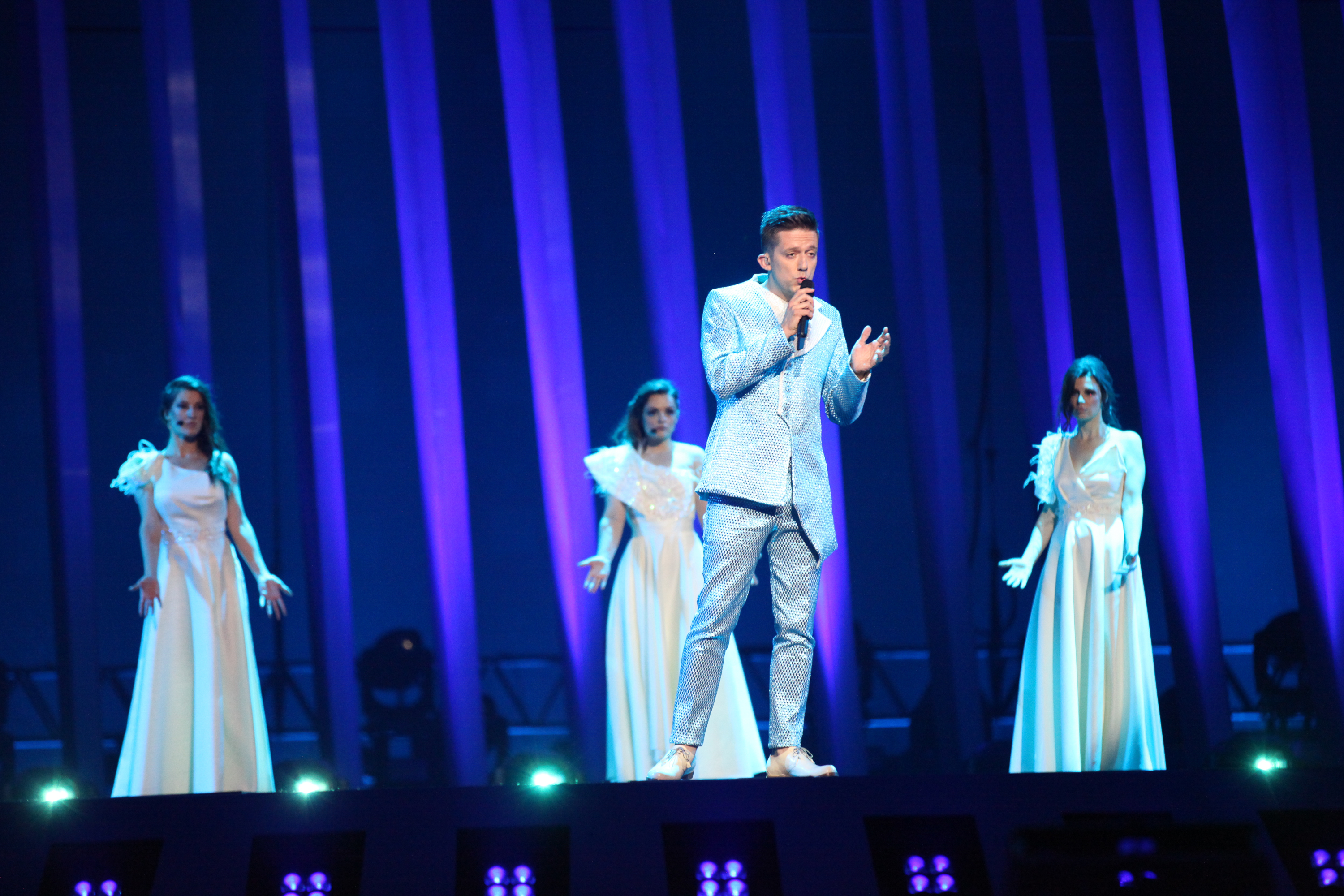
Vanja Radovanović podczas 63. Konkursu Piosenki Eurowizji (2018)

Czarnogórski nadawca potwierdził udział w 63. Konkursie Piosenki Eurowizji, a swojego reprezentanta wybrał za pośrednictwem formatu Montevizija. W finale, który odbył się 17 lutego 2018 w hotelu Hilton w Podgoricy wystąpiło pięcioro uczestników: Nina Petković, Vanja Radovanović, Ivana Popović Martinović, Katarina Bogićević i Lorena Janković. Najpierw komisje wybrały najlepszą „trójkę”, która zmierzyła się w kolejnej rundzie głosowania widzów. Decyzją publiczności, finał krajowych eliminacji wygrał: Vanja Radovanović z piosenką „Inje”, pokonując w głosowaniu Katarinę Bogićević i Lorenę Janković. Dzięki czemu został reprezentantem Czarnogóry. 10 maja wystąpił jako szesnasty w kolejności w drugim koncercie półfinałowym i zajął 16. miejsce, nie kwalifikując się do finału.

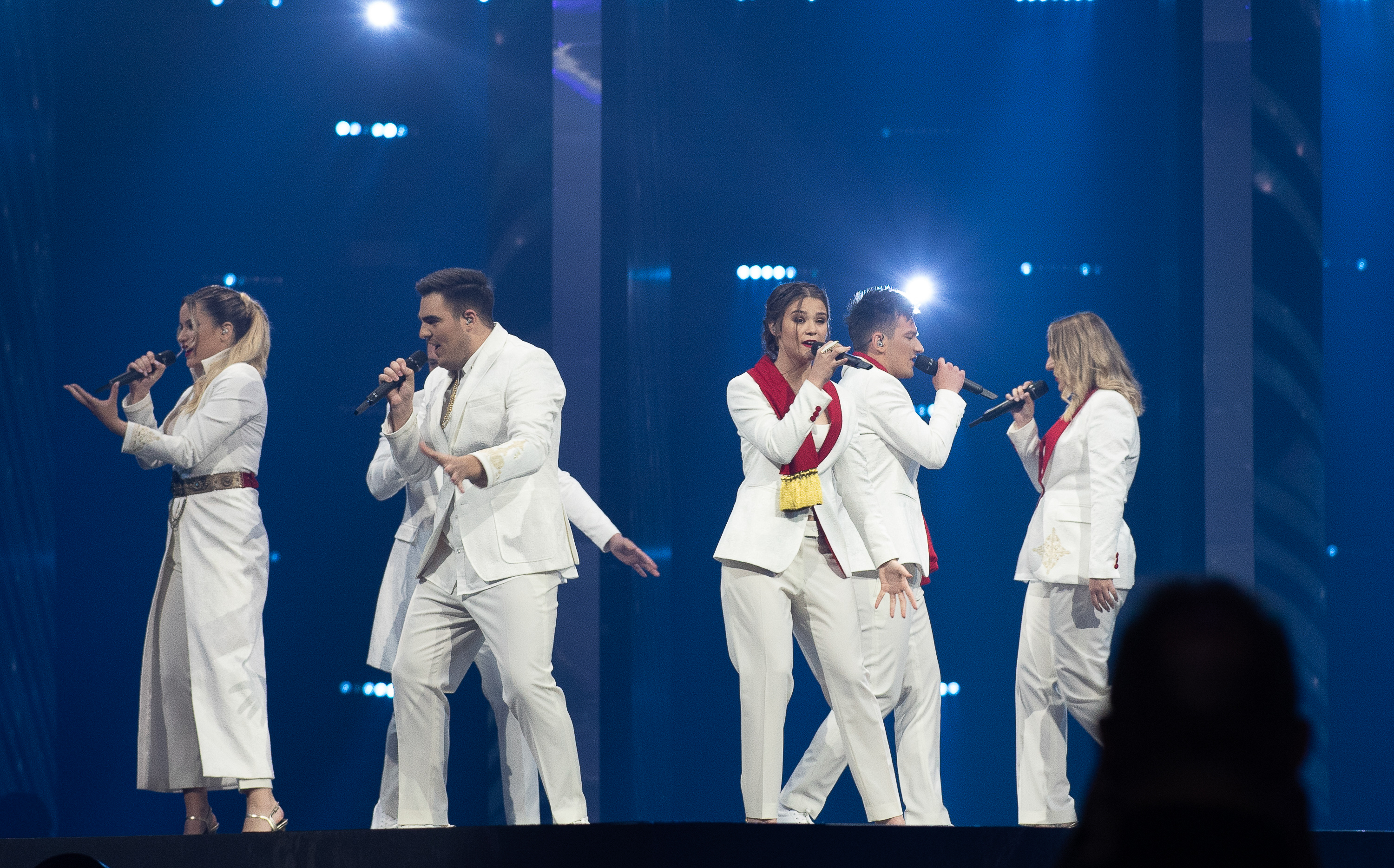
D mol podczas 64. Konkursu Piosenki Eurowizji (2019)

Stacja RTCG potwierdziła udział w 64. Konkursie Piosenki Eurowizji. Finał selekcji odbył się 9 lutego w studiu RTCG w Podgoricy, w którym wystąpiło pięciu uczestników: Andrea Demirović, D mol, Ivana Popović-Martinović, Monika Knezović i Nina Petković. Najpierw komisje wybrały najlepszą „dwójkę”, która zmierzyła się w kolejnej rundzie głosowania widzów. Decyzją publiczności, finał krajowych eliminacji wygrał zespół: D mol z piosenką „Heaven”, pokonując w głosowaniu Ivanę Popović-Martinović. Dzięki czemu zostali reprezentantami Czarnogóry. 14 maja wystąpili jako drudzy w kolejności w pierwszym koncercie półfinałowym i zajęli 16. miejsce, nie kwalifikując się do finału.

### Od 2020
Czarnogórski nadawca RTCG we wrześniu 2019 wstępnie potwierdził udział w 65. Konkursie Piosenki Eurowizji, ale w listopadzie poinformował, że jego udział w konkursie nie będzie możliwy, co później tłumaczył uzyskiwaniem „słabych wyników” i problemami finansowymi. Pieniądze, które w przeciwnym razie zostałyby użyte na opłatę za udział w konkursie, zostały przeznaczone na zakup nowych samochodów do użytku przez personel RTCG. Czarnogórski nadawca potwierdził w październiku 2020, że nie weźmie udziału w 65. Konkursie Piosenki Eurowizji.

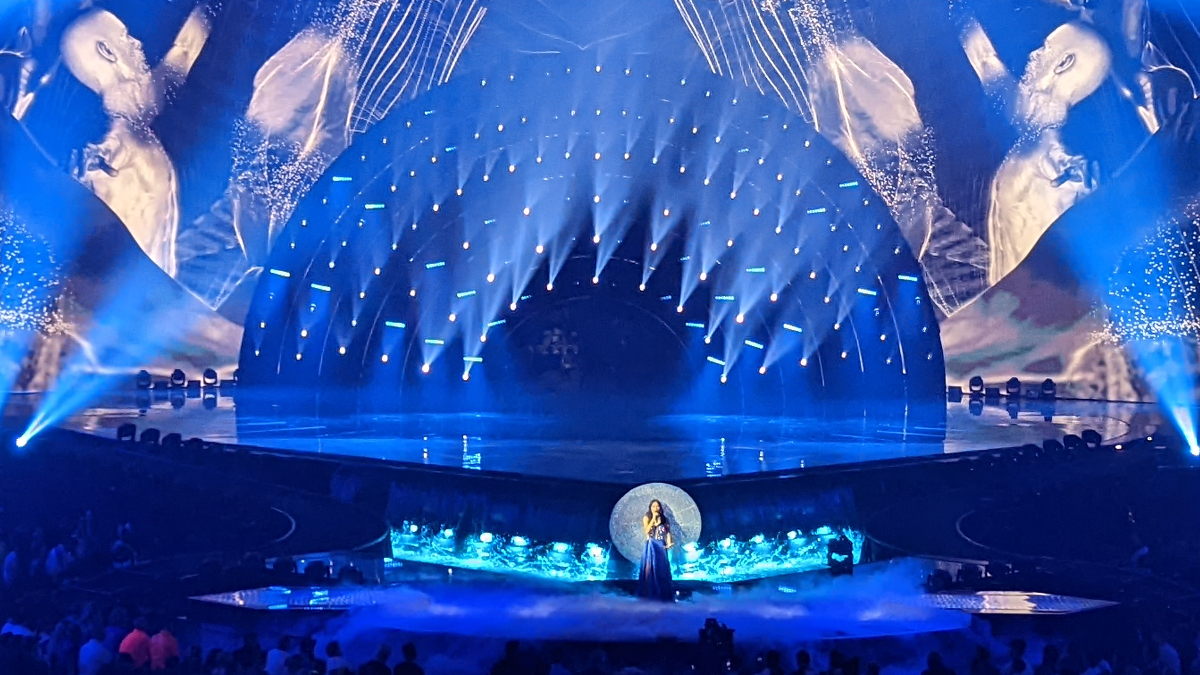
Vladana Vučinić podczas 66. Konkursu Piosenki Eurowizji (2022)

Stacja RTCG potwierdziła udział w 66. Konkursie Piosenki Eurowizji. 28 października 2021 RTCG ogłosiła wewnętrzny wybór reprezentanta oraz rozpoczęła nabór propozycji. Zgłoszenia do konkursu przyjmowane były do 10 grudnia. 4 stycznia 2022 stacja ogłosiła podczas porannego programu TVCG 1 Dobro jutro Crna Goro, że Vladana Vučinić będzie reprezentować Czarnogórę z piosenką „Breathe”. 12 maja wystąpiła jako piętnasta w kolejności w drugim koncercie półfinałowym i zajęła 17. miejsce, nie kwalifikując się do finału.

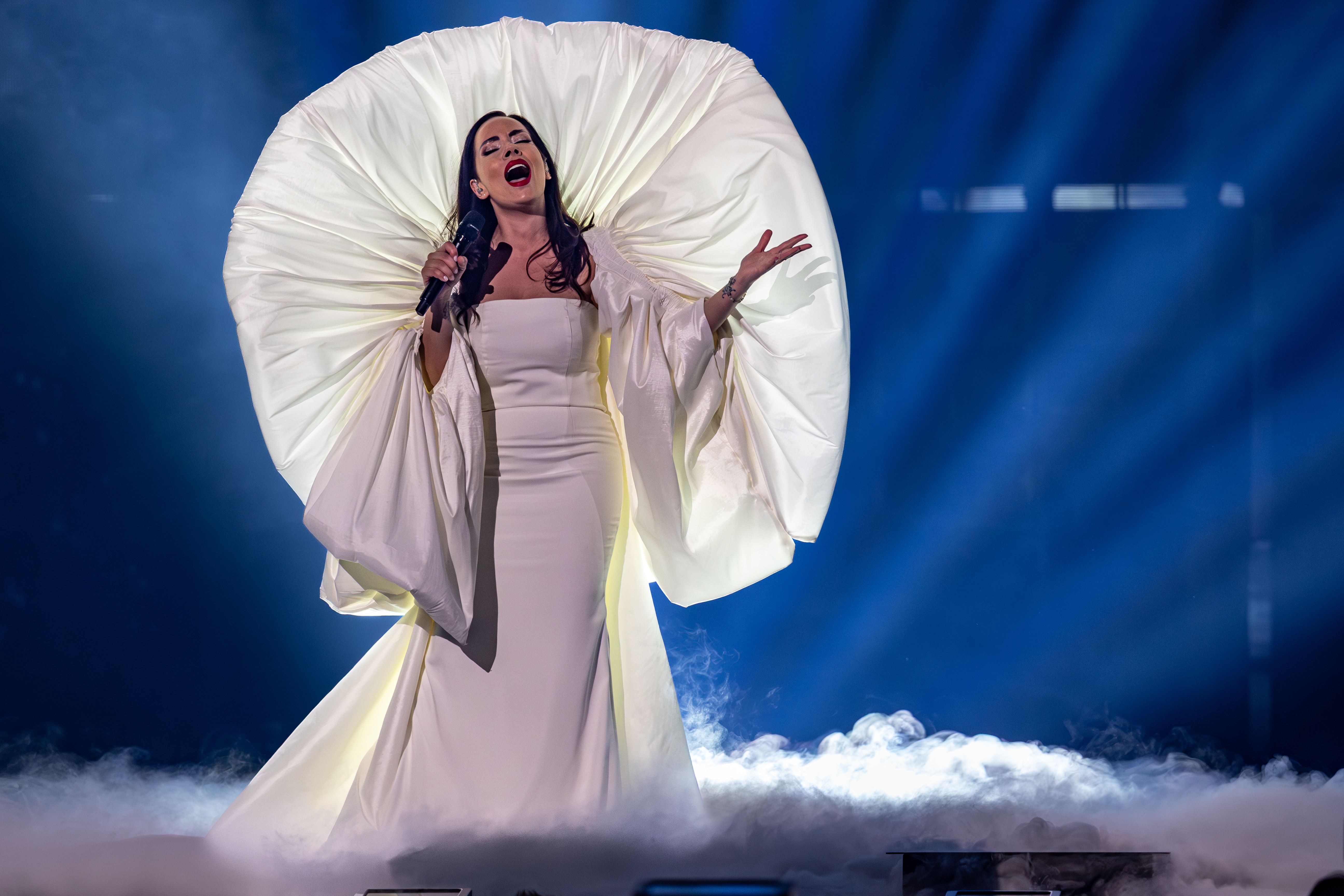
Nina Žižić podczas 69. Konkursu Piosenki Eurowizji (2025)

13 października 2022 czarnogórski nadawca Radiotelevizija Crne Gore (RTCG) potwierdził, że nie weźmie udziału w 67. Konkursie Piosenki Eurowizji z powodu ograniczeń finansowych oraz braku chętnych sponsorów, stwierdzając, że „istniejące środki powinny być skierowane na finansowanie bieżących i planowanych projektów krajowych oraz reform organizacyjnych i programowych”. Enisa, piosenkarka albańsko-czarnogórskiego pochodzenia, ujawniła, że miała reprezentować kraj w konkursie, jednak nie znaleziono odpowiedniego budżetu. 5 stycznia 2024 telewizja RTCG wyraziła chęć powrotu na konkurs w 2025 roku, mianowicie zamierza zorganizować festiwal muzyczny promujący czarnogórskich artystów i autorów, który w zależności od budżetu ma zostać wykorzystany jako sposób na wyłonienie czarnogórskiego reprezentanta. 7 sierpnia 2024 RTCG oficjalnie potwierdził powrót do udziału i organizację nowego formatu selekcji Montesong 2024, którego finał odbędzie się jeszcze w 2024 roku i wyłoni zarówno reprezentanta jak i utwór na konkurs. 2 października stacja poinformowała, że otrzymała w sumie 32 zgłoszenia, z czego 16 z nich zostanie zakwalifikowanych do finału preselekcji, których stawka zostanie ogłoszona 10 października, a utwory zostaną opublikowane 17 listopada. Na ogłoszonej przez RTCG liście finalistów znaleźli się: Anastasija Koprolčec („Kraj”), Baryak („Dva srca”), Bend 9 („Stop war”), Boban Rajović („Suze”), Dolce Hera („Repeat”), Đurđa („To ljubav je”), Glumci Bend („San”), Isak Šabanović („Ljeto, ljeto, ljeto”), Kejt („Obala raja”), Luka Radović („Kada dođe maj”), Milena Vučić („Škorpija”), Nemanja Petrović („Među zvijezdama”), Neonoen („Clickbait”), Tina Džankić („Nova”), Verica Čuljković („Čuješ li”), a także Nina Žižić („Dobrodošli”), która reprezentowała kraj podczas konkursu w 2013 roku wraz z zespołem Who See. 4 listopada ze stawki wycofał się Boban Rajović, a jego miejsce zajęła Tamara Živković z utworem „Poguban let”. Finał Montesong 2024 odbył się 27 listopada 2024, a jego zwycięzcami i tym samym reprezentantami Czarnogóry na Konkurs Piosenki Eurowizji 2025 został zespół Neonoen z utworem „Clickbait”, jednakże 1 grudnia RTCG ujawnił, że ich konkursowy utwór został wykonany podczas festiwalu, który odbył się w czerwcu 2023, co narusza regulamin preselekcji mówiący, że żaden utwór nie mógł zostać publicznie wykonany ani wydany przed 1 września 2024. 4 grudnia zespół poinformował, że podjął decyzję o wycofaniu się z udziału w konkursie. 8 grudnia stacja RTCG ogłosiła, że nową reprezentantką kraju została zdobywczyni drugiego miejsca w preselekcjach – Nina Žižić z piosenką „Dobrodošli”. 15 maja 2025 artystka wystąpiła jako druga w drugim półfinale konkursu i zajęła w nim ostanie, 16. miejsce, tym samym nie kwalifikując się do finału.

## Uczestnictwo
Czarnogóra uczestniczy w Konkursie Piosenki Eurowizji od 2007. Poniższa tabela uwzględnia nazwiska wszystkich czarnogórskich reprezentantów, tytuły konkursowych piosenek oraz wyniki krajowych delegatów w poszczególnych latach:
| Rok                                   | Artysta                | Piosenka                  | Język        | Finał   | Finał  | Półfinał | Półfinał |
| Rok                                   | Artysta                | Piosenka                  | Język        | Miejsce | Punkty | Miejsce  | Punkty   |
| ------------------------------------- | ---------------------- | ------------------------- | ------------ | ------- | ------ | -------- | -------- |
| 2007                                  | Stevan Faddy           | „Ajde, kroči”             | czarnogórski | –       | –      | 23       | 33       |
| 2008                                  | Stefan Filipović       | „Zauvijek volim te”       | czarnogórski | –       | –      | 14       | 23       |
| 2009                                  | Andrea Demirović       | „Just Get Out of My Life” | angielski    | –       | –      | 11       | 44       |
| Brak reprezentanta w latach 2010–2011 |                        |                           |              |         |        |          |          |
| 2012                                  | Rambo Amadeus          | „Euro Neuro”              | angielski    | –       | –      | 15       | 20       |
| 2013                                  | Who See (z Niną Žižić) | „Igranka”                 | czarnogórski | –       | –      | 12       | 41       |
| 2014                                  | Sergej Ćetković        | „Moj svijet”              | czarnogórski | 19      | 37     | 7        | 63       |
| 2015                                  | Knez                   | „Adio”                    | czarnogórski | 13      | 44     | 9        | 57       |
| 2016                                  | Highway                | „The Real Thing”          | angielski    | –       | –      | 13       | 60       |
| 2017                                  | Slavko Kalezić         | „Space”                   | angielski    | –       | –      | 16       | 56       |
| 2018                                  | Vanja Radovanović      | „Inje”                    | czarnogórski | –       | –      | 16       | 40       |
| 2019                                  | D-mol                  | „Heaven”                  | angielski    | –       | –      | 16       | 46       |
| Brak reprezentanta w latach 2020–2021 |                        |                           |              |         |        |          |          |
| 2022                                  | Vladana                | „Breathe”                 | angielski    | –       | –      | 17       | 33       |
| Brak reprezentanta w latach 2023–2024 |                        |                           |              |         |        |          |          |
| 2025                                  | Nina Žižić             | „Dobrodošli”              | czarnogórski | –       | –      | 16       | 12       |

## Historia głosowania w finale (2007-2025)
Poniższe tabele pokazują, którym krajom Czarnogóra przyznaje w finale najwięcej punktów oraz od których państw czarnogórscy reprezentanci otrzymują najwyższe noty.
| L.p. | Kraj    | Punkty |
| ---- | ------- | ------ |
| 1    | Serbia  | 138    |
| 2    | Albania | 91     |
| 3    | Włochy  | 78     |
| 4    | Rosja   | 70     |
| 5    | Ukraina | 50     |

| L.p. | Kraj               | Punkty |
| ---- | ------------------ | ------ |
| 1    | Armenia            | 20     |
| 2    | Słowenia           | 17     |
| 3    | Macedonia Północna | 16     |
| 4    | Albania · Serbia   | 12     |
| 5    | Azerbejdżan        | 2      |